# Show Me The Money
《Show Me The Money》(쇼미더머니)는 매년 기수별로 엠넷에서 열리는 힙합 오디션이다. 심사위원들은 '프로듀서'라고 하는데, 참가자들을 도와주는 음악 프로듀서 역할과 동시에 실력이 비교적 부족한 래퍼들을 탈락시키는 역할을 한다. 최종 우승자에게는 상금과 무료로 개인 음원 발매를 할 수 있으며, 대형 힙합 콘서트 및 특별 공연의 기회가 주어진다.

## 시즌 1
《Show Me The Money》(쇼미더머니)는 대한민국의 케이블 방송국 Mnet에서 방송된 힙합 가수 공개 오디션 프로그램이다. MC는 은지원이 맡았다.
- 우승 : 로꼬 / Double K
- 준우승 : 일통 / 45RPM
- 3위
  - 테이크원 / 가리온
  - TRIPPY DOG / 주석

## 시즌 2
《Show Me The Money 2》(쇼미더머니 2)는 대한민국의 케이블 방송국 Mnet에서 방송된 힙합 가수 공개 오디션 프로그램이다. 이번 시즌에도 은지원이 MC를 맡았다.
- 우승 : 소울다이브 / 메타 크루
- 준우승 : 지조 / 메타 크루
- 3위
  - 스윙스 / D.O 크루
  - 매드 클라운 / 메타 크루

## 시즌 3
《Show Me The Money 3》(쇼미더머니 3)는 대한민국의 케이블 방송국 Mnet에서 방송된 힙합 가수 공개 오디션 프로그램이다. 새 MC는 김진표가 맡았다.
- 우승 : BOBBY / Team Dok2 & The Quiett
- 준우승 : 아이언 / Team YDG
- 3위 : 빌스택스 & 씨잼 / Team Swings & San E

## 시즌 4
《Show Me The Money 4》(쇼미더머니 4)는 대한민국의 케이블 방송국 Mnet에서 방송된 힙합 가수 공개 오디션 프로그램이다. 이번 시즌에도 김진표가 MC를 맡았다.
- 우승 : 베이식 / Team Verbal Jint & San E
- 준우승 : 송민호 / Team Zico & Paloalto
- 3위
  - 이노베이터 / Team Jinusean & Tablo
  - 블랙넛 / Team Verbal Jint & San E

## 시즌 5
《Show Me The Money 5》(쇼미더머니 5)는 대한민국의 케이블 방송국 Mnet에서 방송된 힙합 가수 공개 오디션 프로그램이다. 이번 시즌에도 김진표가 MC를 맡았다.
- 우승 : 비와이 / Team Simon Dominic & Gray
- 준우승 : 씨잼 / Team Zion.T & Kush
- 3위 : 수퍼비 / Team Dok2 & The Quiett

## 시즌 6
《Show Me The Money 6》(쇼미더머니 6)는 대한민국의 케이블 방송국 Mnet에서 방송된 힙합 가수 공개 오디션 프로그램이다. 이번 시즌에도 김진표가 MC를 맡았다.
- 우승 : 행주 / Team Zico & Dean
- 준우승 : 넉살 / Team Dynamic Duo
- 3위 : 우원재 / Team Tiger JK & Bizzy

## 시즌 7
《Show Me The Money 777》(쇼미더머니 777)은 대한민국의 케이블 방송국 Mnet에서 방송된 힙합 가수 공개 오디션 프로그램이다. 이번 시즌에도 김진표가 MC를 맡았다.
- 우승 : 나플라 / Team GIRIBOY & Swings
- 준우승 : 루피 / Team Code Kunst & Paloalto
- 3위 : 키드밀리 / Team Code Kunst & Paloalto

## 시즌 8
《Show Me The Money 8》(쇼미더머니 8)은 대한민국의 케이블 방송국 Mnet에서 방송된 힙합 가수 공개 오디션 프로그램이다. 이번 시즌에도 김진표가 MC를 맡았다.
- 우승 : 펀치넬로 / BGM-v 크루
- 준우승 : 영비 / BGM-v 크루
- 3위
  - 타쿠와 / 40 크루
  - 서동현 / BGM-v 크루

## 시즌 9
《Show Me The Money 9》(쇼미더머니 9)는 대한민국의 케이블 방송국 Mnet에서 방송된 힙합 가수 공개 오디션 프로그램이다. 이번 시즌에도 김진표가 MC를 맡았다.
- 우승 : 릴보이 / Team Zion.T & Giriboy
- 준우승 : 머쉬베놈 / Team JUSTHIS & GroovyRoom
- 3위 : 래원 / Team Code Kunst & Paloalto
- 4위 : 스윙스 / Team Code Kunst & Paloalto

## 시즌 10
《Show Me The Money 10》(쇼미더머니 10)는 대한민국의 케이블 방송국 Mnet에서 방송된 힙합 가수 공개 오디션 프로그램이다. 이번 시즌에도 김진표가 MC를 맡았다.
- 우승 : 조광일 / Team Gaeko & Code Kunst
- 준우승 : 신스 / Team Gaeko & Code Kunst
- 3위 : 비오 / Team GRAY & MINO
- 4위 : 쿤타 / Team YUMDDA & TOIL

## 시즌 11
《Show Me The Money 11》(쇼미더머니 11)는 대한민국의 케이블 방송국 Mnet에서 방송된 힙합 가수 공개 오디션 프로그램이다. 이번 시즌에도 김진표가 MC를 맡았다.
- 우승 : 이영지 / Team Jay Park & Slom
- 준우승 : 허성현 / Team JUSTHIS & R.Tee
- 3위 : 블라세 / Team lIlBOI & GroovyRoom
- 4위 : 던말릭 / Team JUSTHIS & R.Tee

## 같이 보기
- 슈퍼 스타 K
- 언프리티 랩스타
- 고등래퍼
- GOOD GIRL : 누가 방송국을 털었나